# (7518) 1989 FG
(7518) 1989 FG est un astéroïde de la ceinture principale découvert en 1989.

## Description
(7518) 1989 FG a été découvert le 29 mars 1989 à Toyota (Japon) par Kenzo Suzuki et Toshimasa Furuta.

### Caractéristiques orbitales
L'orbite de cet astéroïde est caractérisée par un demi-grand axe de 2,56 UA, un périhélie de 2,23 UA, une excentricité de 0,13 et une inclinaison de 3,84° par rapport à l'écliptique. Du fait de ces caractéristiques, à savoir un demi-grand axe compris entre 2 et 3,2 UA et un périhélie supérieur à 1,666 UA, il est classé, selon la JPL Small-Body Database, comme objet de la ceinture principale.

### Caractéristiques physiques
(7518) 1989 FG a une magnitude absolue (H) de 13,3 et un albédo estimé à 0,076.